# NGC 431
NGC 431 je čočková galaxie v souhvězdí Andromedy. Její zdánlivá jasnost je 12,9m a úhlová velikost 1,4′ × 0,9′. Je vzdálená 263 milionů světelných let, průměr má 105 000 světelných let. Galaxii objevil 22. listopadu 1827 John Herschel. V katalogu NGC je objekt popsán jako „slabá, malá, velmi náhle jasnější střed“.